# Bodil Agerschou
Bodil Agerschou, född 1 mars 1965, är en dansk sångerska. Hon är mest känd för att utgöra den ena halvan av popduon Snapshot tillsammans med Lotte Feder.
Agerschou fick, tillsammans med Snapshot, sitt genombrott i samband med Dansk Melodi Grand Prix (DMGP) 1983, där de framförde låten Gi'r du et knus och hamnade på en andraplats. Framgångarna fortsatte i DMGP året därpå, då de framförde låten A la Carte och hamnade på en tredjeplats. Utanför DMGP fick de hits med låtarna Hej Smukke och Made in Hongkong. Efter fyra utgivna album återvände de till DMGP 1988, där deras låt Tid til lidt kærlighed fick en andraplacering. Mindre framgångsrik blev deras deltagande året därpå, då deras låt Du og jeg slutade på en åttondeplats.

## Diskografi (med Snapshot)
- Souvenir (Medley Records, 1983)
- A La Carte (Medley Records, 1984)
- Made In Hong Kong (Medley Records, 1985)
- Snapshot (Laser Musik, 1987)
- Rigtige kvinder (CB Musik, 1988)
- Gi'r du et knus (Greatest) (EMI/Medley Records, 1998)
- The Collection (Disky, 2000)